# クリーモフ VK-107

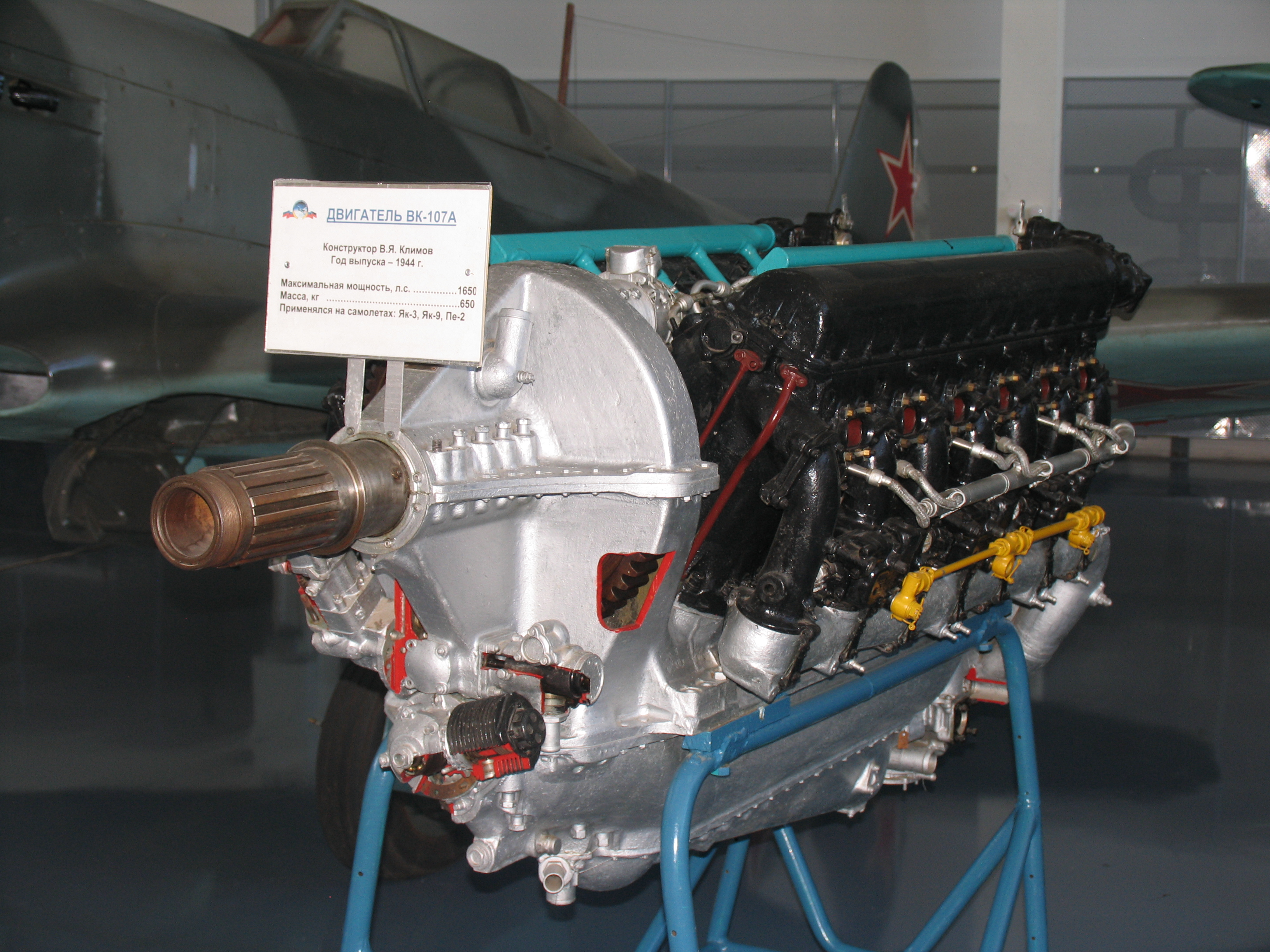
クリーモフ VK-107

クリーモフ VK-107（ロシア語：Климов ВК-107）は第二次世界大戦中にソビエト連邦で生産された液冷V型12気筒の航空用エンジン。クリーモフ M-105 エンジンの後継として開発され、Yak-9戦闘機などに搭載された。

## 概要
VK-107 は M-105 の後継として開発されたエンジンである。両エンジンのシリンダーの寸法や排気量は共通していたものの、設計上の共通点は少なかった。VK-107 は高出力を発揮するため、気筒一つあたり4つの弁を有する形式に改められ、クランクシャフトやカムシャフト、過給器も再設計された。
VK-107 の量産の準備は1942年に整った。しかし生産現場には新しいエンジンを受け入れる余裕がなく、また既存のエンジンでドイツ空軍機に対抗可能だったため、量産は一旦見送られた。ドイツ空軍が高出力の ダイムラー・ベンツ DB 605エンジンを搭載する Bf109G戦闘機を投入すると、これに対抗する形で1944年に VK-107の量産が始まった。
VK-107 を搭載した Yak-9 戦闘機は第二次世界大戦末期に実戦投入され、性能の向上したナチス・ドイツの Bf 109 や Fw 190 に対抗可能な機体として活躍した。同機は戦後もしばらくソ連最後のレシプロ戦闘機の一つとして重要な位置を占めていた。
一方で、VK-107は性能の割に操縦員や整備員から不評だった。エンジンの耐用時間は25時間しかなく、これを縮めないために緊急出力は限られた場面でしか使えなかった。また二列に並んだ気筒の間に排気を集める構造は、整備性に問題があった。

## 派生型

VK-107R（黄土色）を搭載した MiG-13 の図。

VK-107A量産型。
VK-107Rプロペラとジェットの混合動力による飛行のため、動力の一部をモータージェットに使用できるように設計したタイプ。MiG-13 と Su-5 に搭載されたが、これらが試作のみに終わったため、エンジンも量産されなかった。
VK-108出力を1,850馬力まで増強した型。Yak-3に載せて試験されたが、量産化には至らなかった。

## 仕様

### VK-107A
- 型式：液冷V型12気筒
- シリンダー径：148mm
- ストローク：170mm
- 排気量：35.08L
- 乾燥重量：765kg
- 圧縮比：6.75
- 過給機：遠心式スーパーチャージャー1段2速
- 出力：
  - 1650馬力 / 3200rpm - 離昇出力
  - 1450馬力 - 高度3800m
- 比出力：47.0馬力/リットル
- 出力重量比：2.16馬力/kg